# Hemaris
Hemaris és un gènere de lepidòpters ditrisis de la família Sphingidae coneguts vulgarment com a papallones picaflor. Tenen una distribució holàrtica, amb 17 espècies distribuïdes en el Nou i el Vell Món. Les larves s'alimenten principalment d'herbes o arbustos de les famílies del card (Dipsacaceae) i dels lligaboscs (Caprifoliaceae).

## Descripció
Els ous són petits, esfèrics i de color verd pàl·lid.
Les larves són cilíndriques i amb berrugues o tubercles. Sovint les berrugues tenen bolets o espines. La majoria de les larves són verdes o marrons, però hi ha algunes variacions de color. Totes tenen una banda longitudinal dors lateral distintiva des del cap fins a la banya en l'extrem posterior.
La pupa s'embolica en un capoll de teixit molt solt; les pupes d'algunes espècies són brillants. Hi ha un tubercle prominent al costat de cada ull. El cremaster és gran i aplanat.
L'imago o adult és una papallona diürna de cos robust que s'assembla als borinots en la forma del cos. Sovint es confon amb colibrís o picaflors per la seva forma de volar i se'ls sol donar el nom comú de papallona picaflor. Les ales tenen parts transparents que han perdut la seva coberta d'escates durant els primers vols. Les antenes de tots dos sexes tenen forma de mall ben pronunciat i amb forma lleugerament de ganxo. L'abdomen acaba en forma de ventall. Els adults s'alimenten del nèctar de les flors i són bons pol·linitzadors.

## Taxonomia
- Hemaris affinis Bremer, 1861
- Hemaris aksana (Le Cerf, 1923)
- Hemaris alaiana (Rothschild i Jordan, 1903)
- Hemaris beresowskii Alpheraky, 1897
- Hemaris croatica (Esper, 1800)
- Hemaris dentata (Staudinger, 1887)
- Hemaris diffinis (Boisduval, 1836)
- Hemaris ducalis (Staudinger, 1887)
- Hemaris fuciformis (Linnaeus, 1758)
- Hemaris galunae Eitschberger, Müller & Kravchenko, 2005
- Hemaris gracilis (Grote & Robinson, 1865)
- Hemaris molli Eitschberger, Müller & Kravchenko, 2005
- Hemaris ottonis (Rothschild i Jordan, 1903)
- Hemaris radians (Walker, 1856)
- Hemaris rubra Hampson, [1893]
- Hemaris saldaitisi Eitschberger, Danner & Surholt, 1998
- Hemaris saundersii (Walker, 1856)
- Hemaris senta (Strecker, 1878)
- Hemaris staudingeri Leech, 1890
- Hemaris syra (Daniel, 1939)
- Hemaris thetis Boisduval, 1855
- Hemaris thysbe (Fabricius, 1775)
- Hemaris tityus (Linnaeus, 1758)
- Hemaris venata (Felder, 1861)

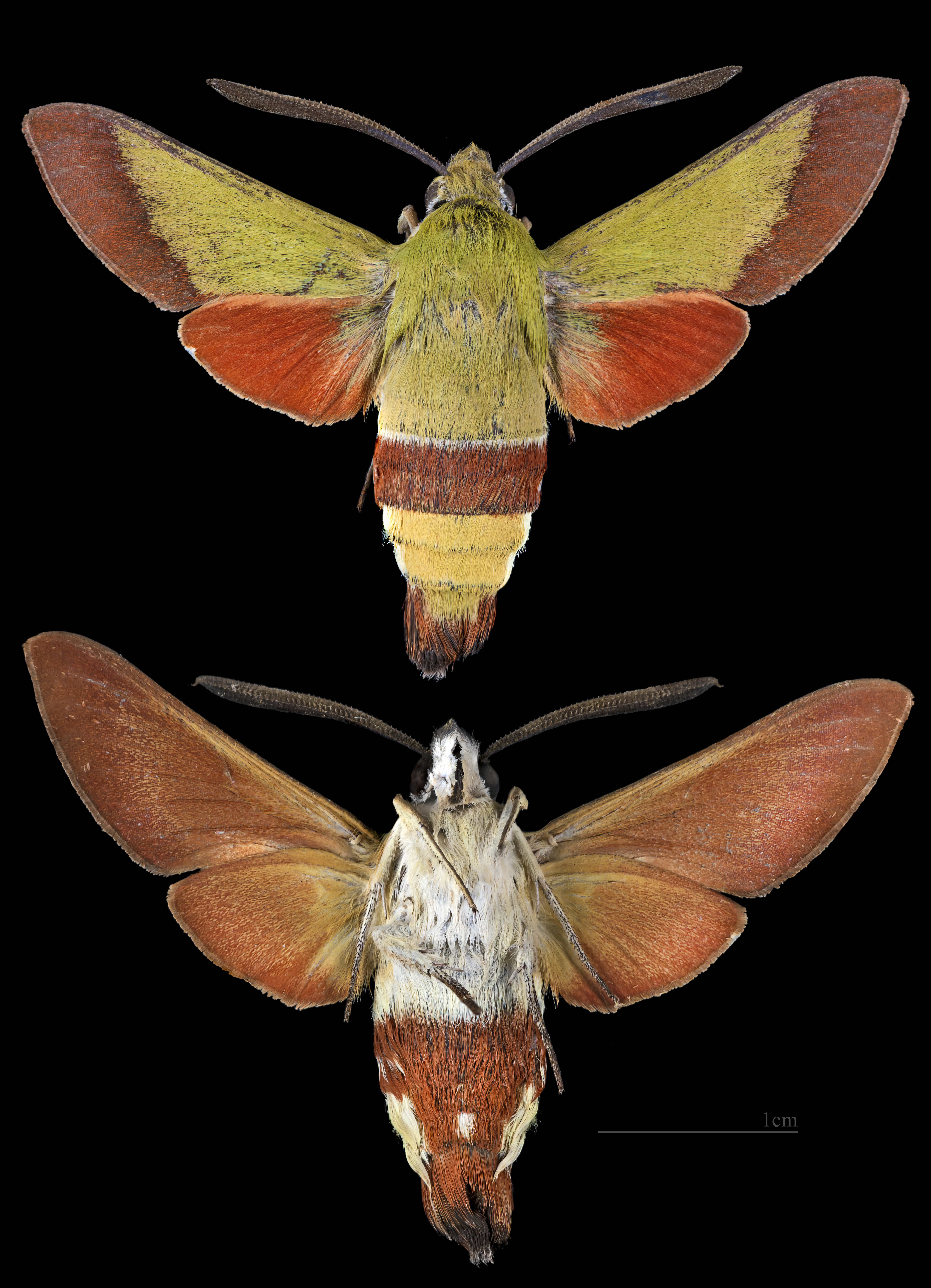
Hemaris croatica
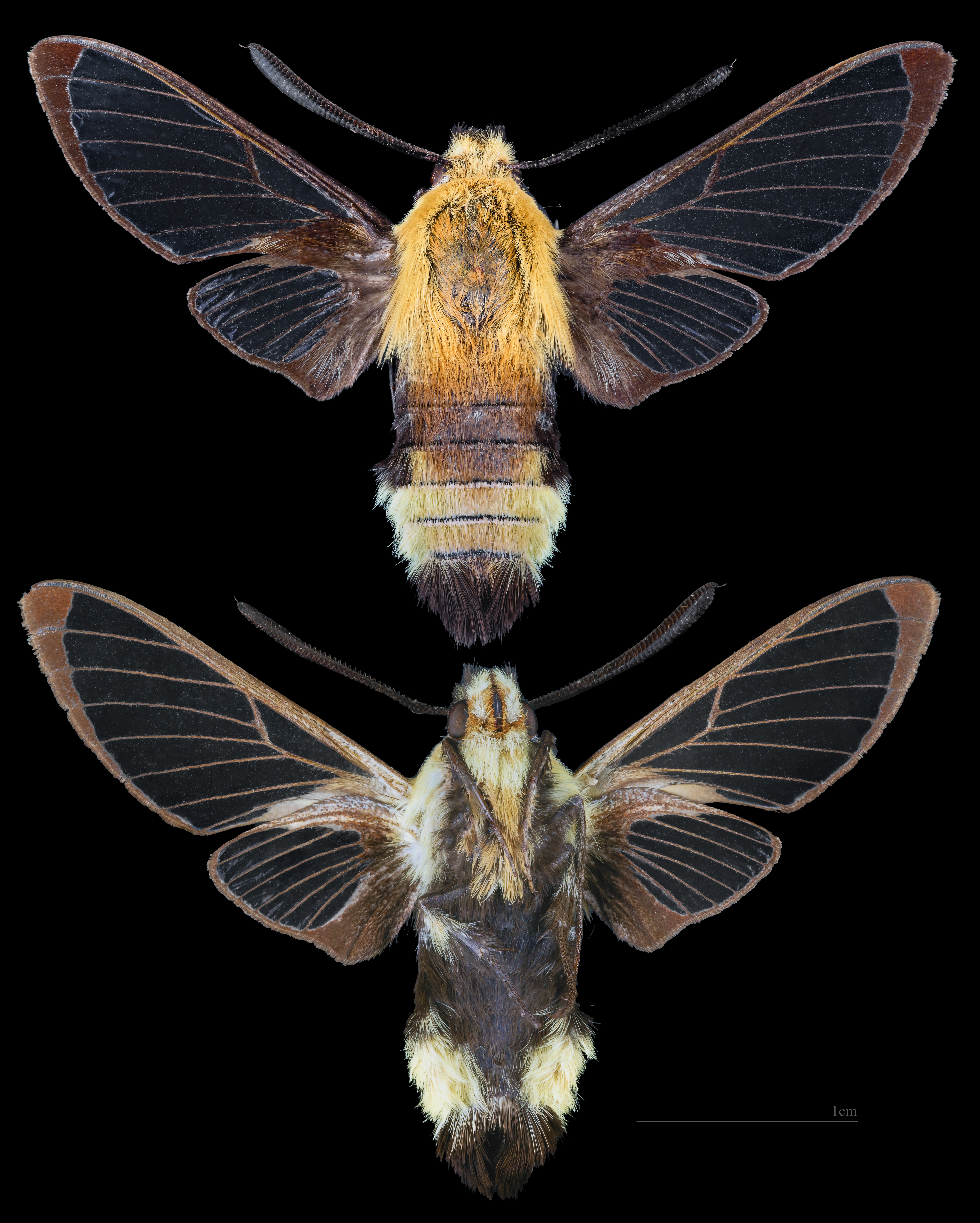
Hemaris diffinis
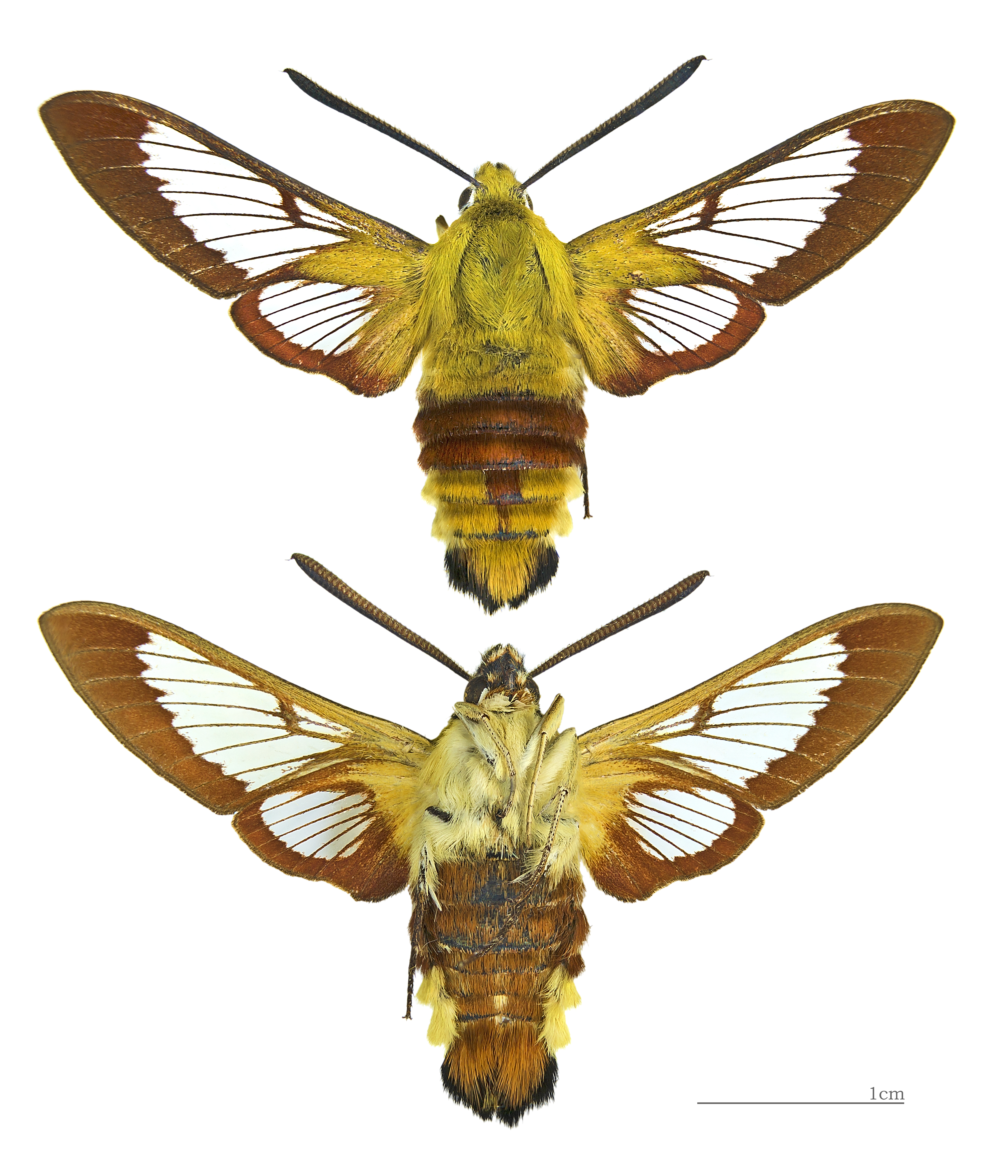
Hemaris fuciformis
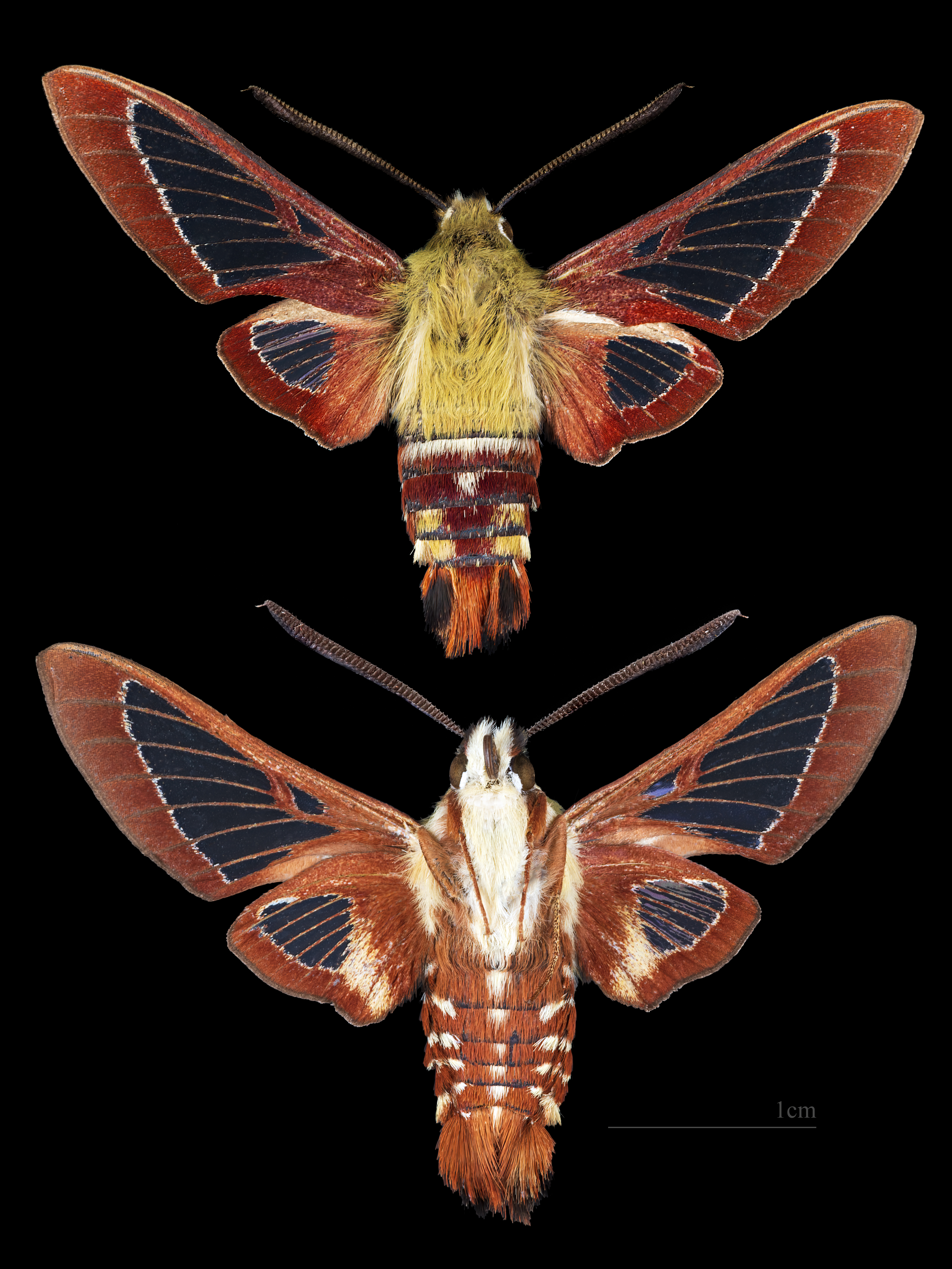
Hemaris gracilis
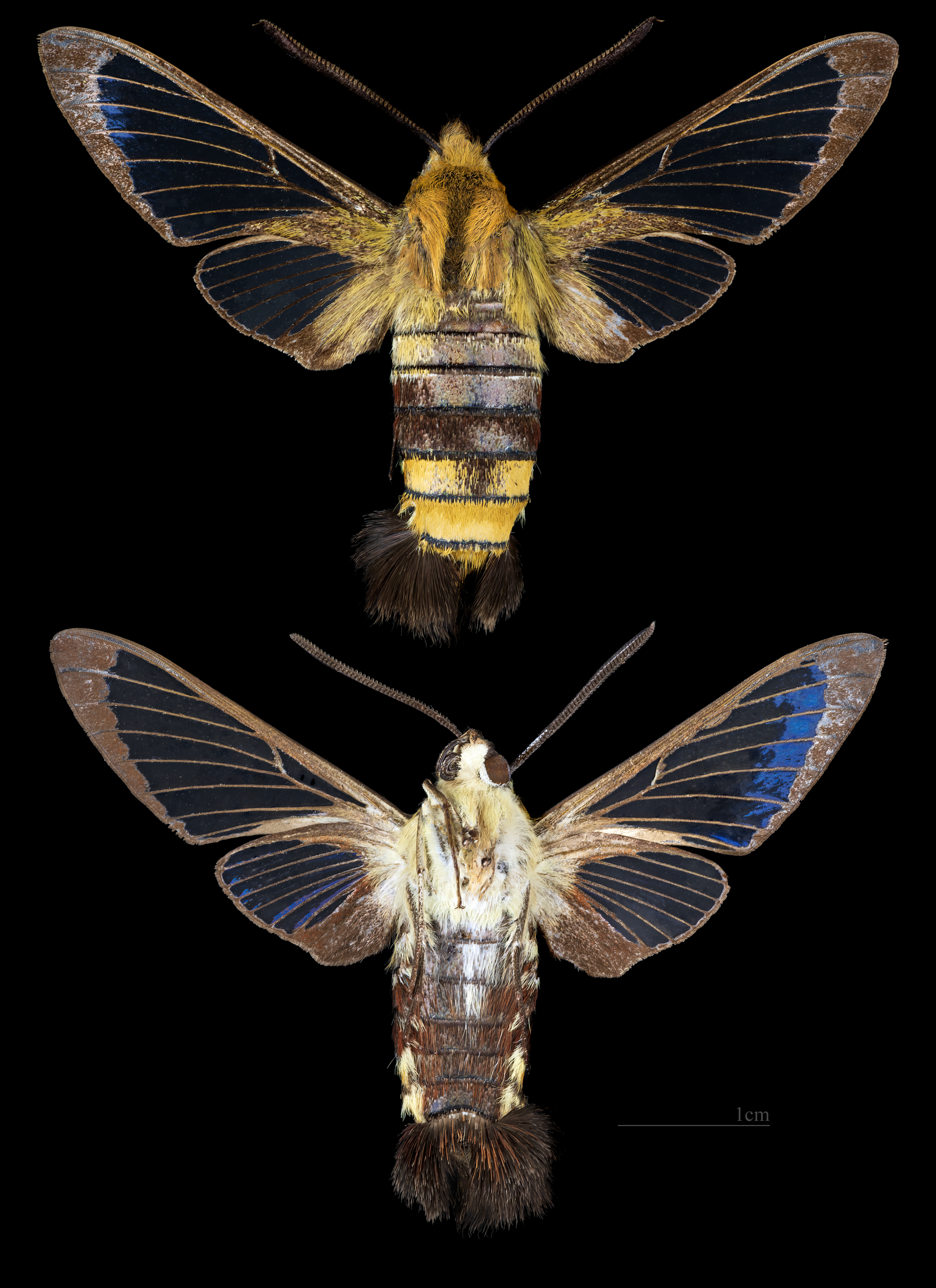
Hemaris saundersii
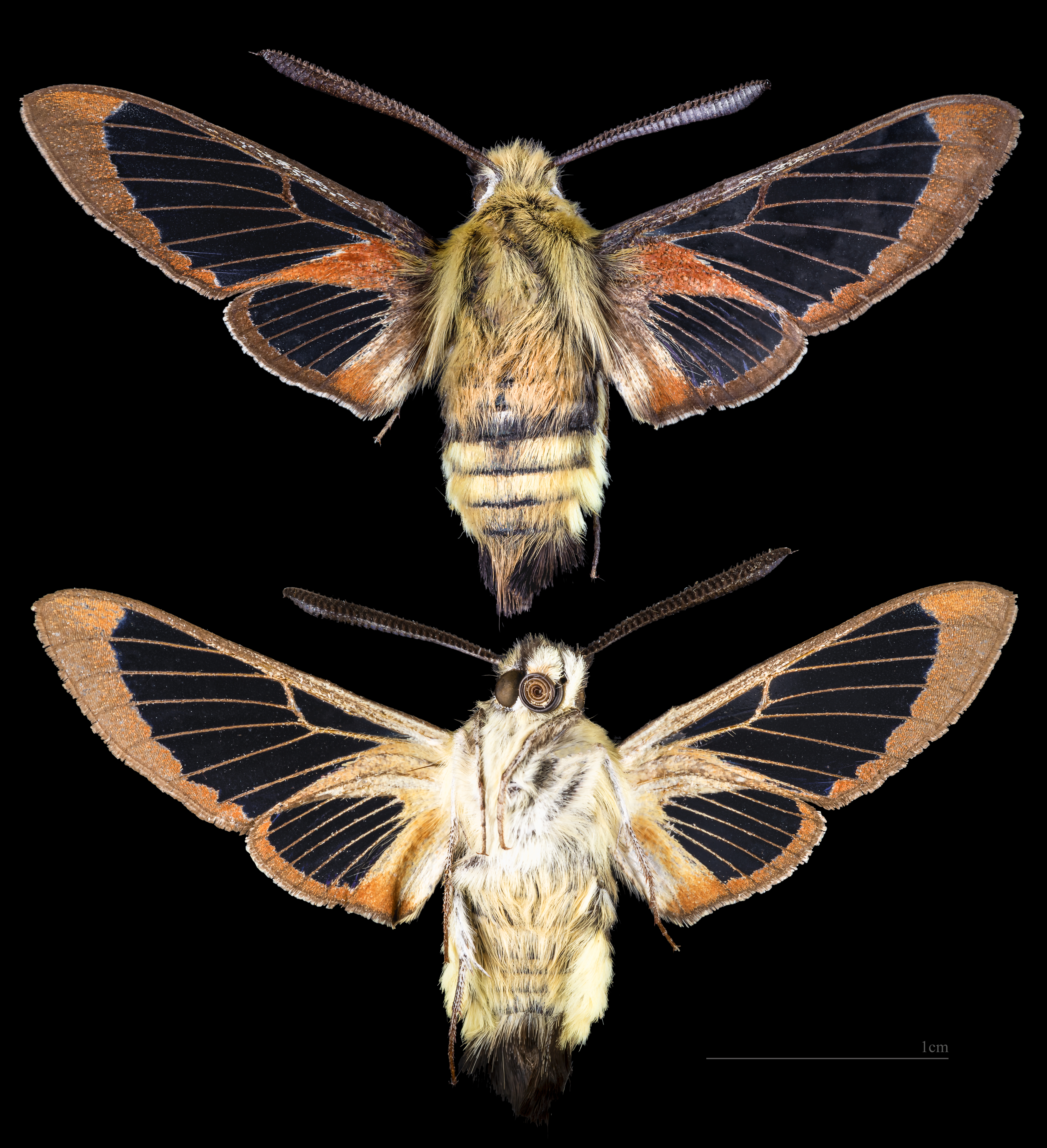
Hemaris thetis
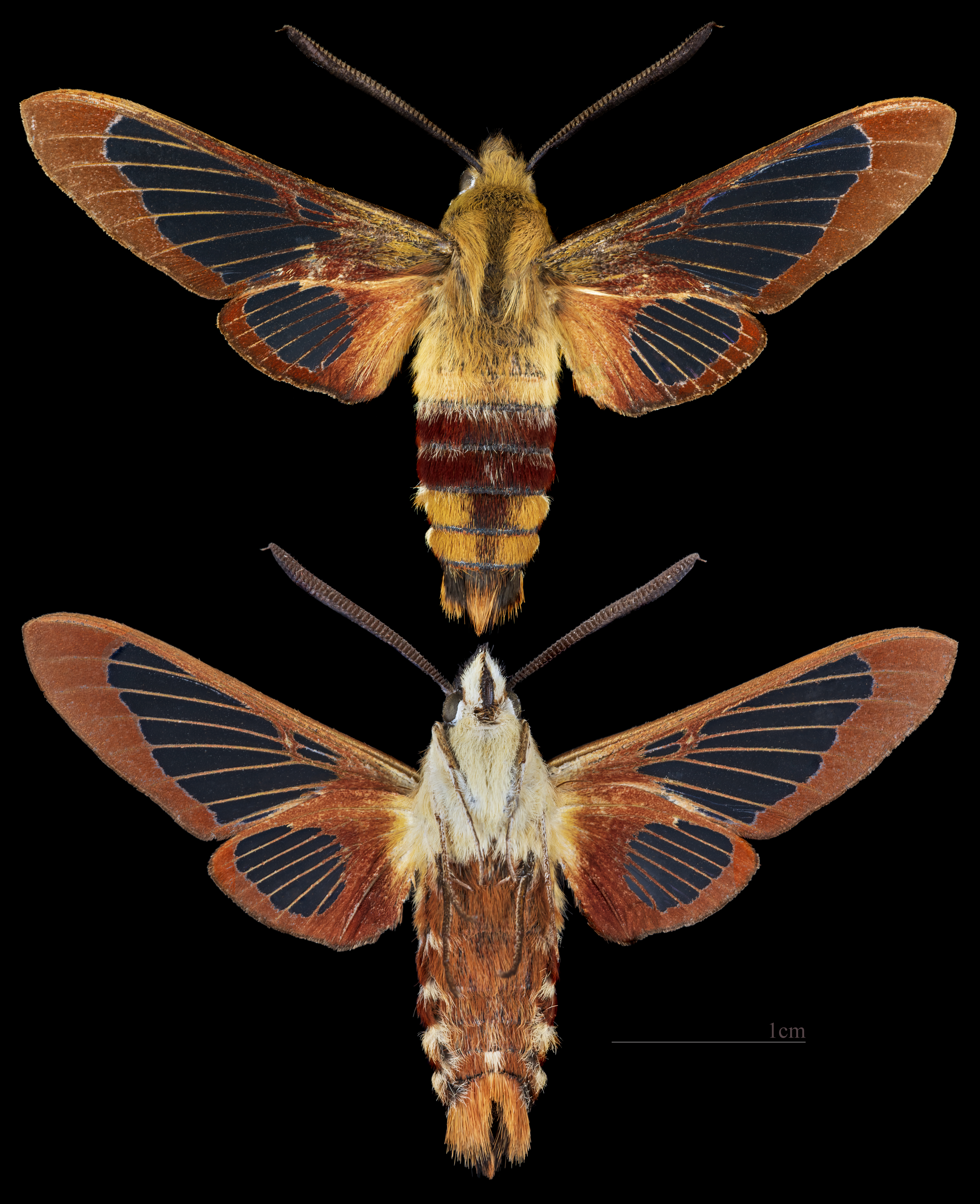
Hemaris thysbe
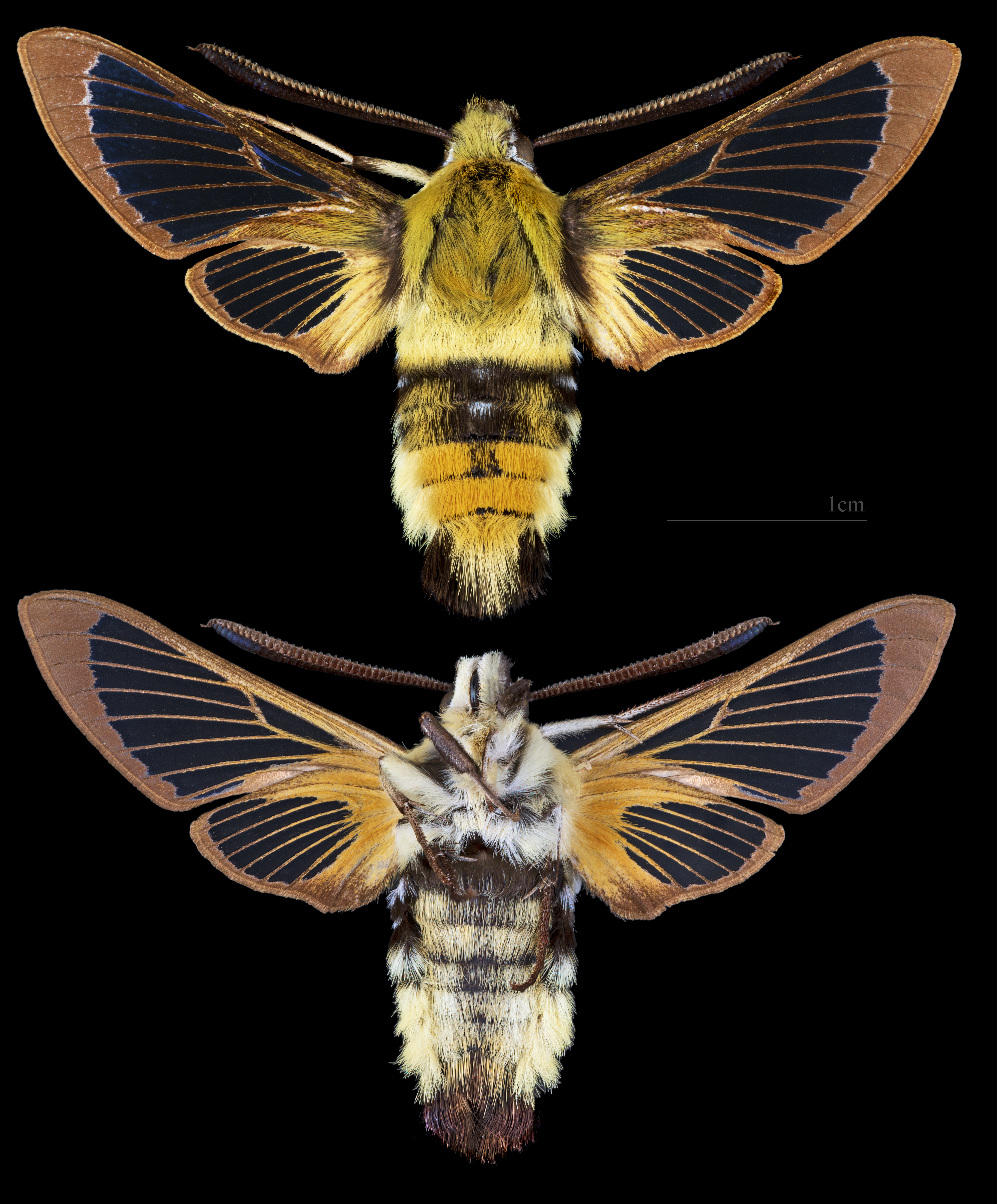
Hemaris tityus